# André Göransson
André Göransson (født 30. april 1994 i Räng, Sverige) er en professionel tennisspiller fra Sverige.